# 9479 Madresplazamayo
9479 Madresplazamayo eller 2175 P-L är en asteroid i huvudbältet som upptäcktes den 26 september 1960 av den nederländsk-amerikanske astronomen Tom Gehrels och det nederländska astronomparet Ingrid van Houten-Groeneveld och Cornelis Johannes van Houten vid Palomarobservatoriet. Den är uppkallad efter Madres de la Plaza de Mayo.
Asteroiden har en diameter på ungefär 3 kilometer.